# بتلي كند
بتلي كند هي قرية في مقاطعة بارس أباد، إيران. عدد سكان هذه القرية هو 22 في سنة 2006.